# Jesionkówka
Jesionkówka – potok, dopływ Porońca. Jest ciekiem IV rzędu. Powstaje z połączenia Hrubiańskiego Potoku z Orawców Potokiem, który uznawany jest za górny bieg Jesionkówki. Potoki te łączą się ze sobą na wysokości 787 m. Od tego miejsca Jesionkówka płynie zalesioną dolinką w kierunku północnym. Przed samym ujściem zmienia kierunek na północno-zachodni i na odcinku o długości około 600 m płynie równolegle wzdłuż wałów przeciwpowodziowych Porońca. Uchodzi do niego na wysokości około 775 m. Następuje to w miejscu o współrzędnych 49°19′49″N 20°01′00″E/49,330278 20,016667.
Zlewnia Jesionkówki ma powierzchnię 4,56 km². Cały bieg potoku znajduje się w Rowie Podtatrzańskim, a dokładniej w jego odcinku zwanym Rowem Zakopiańskim.